# Garfield Gets Real (computerspel)
Garfield Gets Real is een computerspel gebaseerd op de gelijknamige film over de strip Garfield. Het spel werd uitgebracht in 2007 voor de Wii en de Nintendo DS.
Het spel is ontworpen door Gravity-i. In Europa is het spel uitgebracht door Zoo Digital, in Amerika door DSI Games. De Wii versie kwam in Europa beschikbaar op 23 november, 2007, en in Amerika op 2 november 2007. De Nintendo DS versie verscheen in Amerika eveneens op 2 november 2007, en in Europa op 1 februari 2008.

## Gameplay
In Garfield Gets Real kan de speler in eerste instantie spelen met Garfield, maar het is ook mogelijk te spelen als regisseur van de Garfield strips. Als regisseur kan de speler rekwisieten, licht, geluideffecten en camerahoeken gebruiken om de actie zo entertainend mogelijk te maken. De Wii afstandsbediening wordt gebruikt om het spel beschikbaar te maken voor spelers van alle leeftijden.
Er zijn zeven levels die de situaties uit de film imiteren.
Doel van het spel is om uiteindelijk een zo grappig mogelijk Garfield filmpje te maken. Aan het eind wordt de film beoordeeld. Haalbare niveaus zijn B movie, second rate feature, a feature, Director’s cut of Special Edition. Het spel heeft een multiplayer functie.